# ویتوریو کوتافاوی
ویتوریو کوتافاوی (ایتالیایی: Vittorio Cottafavi; ۳۰ ژانویهٔ ۱۹۱۴ – ۱۴ دسامبر ۱۹۹۸) کارگردان، و فیلم‌نامه‌نویس اهل ایتالیا بود.
او هفتاد فیلم را بین سال‌های ۱۹۴۳زو ۱۹۸۵ کارگردانی کرد. فیلم شیطان روی تپه او در بخش کارهای نو و نگاهی نو جشنواره فیلم کن سال ۱۹۸۵ نمایش داده شد.

## فیلم‌شناسی
- کاردینال مسیاس (۱۹۳۹)
- مرد ناشناسی از سن مارینو (۱۹۴۶)
- گواهی (۱۹۴۶)
- جاده بزرگ (۱۹۴۸)
- یک زن مرده‌است (۱۹۵۲)
- لژیون‌های کلئوپاترا (۱۹۵۹)
- مسالینا (۱۹۶۰)
- صد اسب سوار (۱۹۶۴)
- شیطان روی تپه (۱۹۸۵)